# Scoloparia
Scoloparia is een geslacht van uitgestorven procolophonide parareptielen uit het Trias van Canada. Fossielen zijn gevonden in de Wolfville-formatie van het Vroeg-Trias tot het Norien in Nova Scotia, Canada.
In 1998 benoemden Hans-Dieter Sues en Donald Baird de typesoort Scoloparia glyphanodon. De geslachtsnaam is afgeleid van het Grieks skolos, 'doorn' en pareion, 'wang', als verwijzing naar het doornvormig uitsteeksel op het quadratojugale en jukbeen. De soortaanduiding is afgeleid van het Grieks glyphanos, 'beitel', en odoon, 'tand', een verwijzing naar de beitelvormige maxillaire en achterste dentaire tanden.
Het holotype NSM 996GF83.1 is gevonden op Boot Island in de Evangelineafzetting. Het bestaat uit een schedel met onderkaken en wat osteodermen. Toegewezen zijn specimen NSM 996GF82.1, een skelet met schedel en verder een twee dozijn kaakelementen.